# Harald Genzmer
Harald Genzmer (ur. 9 lutego 1909 w Blumenthal, zm. 16 grudnia 2007 w Monachium) – niemiecki kompozytor. 

## Życiorys
Początkowo kształcił się w Marburgu u Hermana Stephaniego (organy, fortepian, kompozycja). Następnie studiował w berlińskiej Hochschule für Musik u Paula Hindemitha (kompozycja) oraz Curta Sachsa i Georga Schünemanna (muzykologia, instrumentoznawstwo). Od 1934 do 1937 roku był korepetytorem chóru w Operze Wrocławskiej. W latach 1938–1945 był wykładowcą berlińskiej Volksmusikschule. W kolejnych latach wykładał kompozycję w Hochschule für Musik we Fryburgu Bryzgowijskim (1946–1957) i Hochschule für Musik w Monachium (1957–1974). Członek Akademie der Künste w Berlinie i Bayerische Akademie der Schönen Künste w Monachium. Odznaczony został bawarskim Orderem Maksymiliana.
W swojej twórczości kontynuował styl Paula Hindemitha. Uprawiał wszystkie gatunki muzyczne, poza operą. Napisał dwa koncerty na elektryczny instrument trautonium.

## Wybrane kompozycje
(na podstawie materiałów źródłowych)

### Utwory orkiestrowe
- Koncert na trautonium (1938)
- Konzertsuite (1939)
- Musik na orkiestrę symfoniczną (1941)
- Bremer Sinfonie (1942)
- Musik na orkiestrę smyczkową (1942)
- 3 symfonie (I 1957, II na orkiestrę smyczkową 1958, III 1986)
- Pachelbel-Suite (1946)
- 3 koncerty fortepianowe (1948–1974)
- Koncert wiolonczelowy (1950)
- Koncert na Mixtur-Trautonium (1952)
- Divertimento di danza na orkiestrę smyczkową (1953)
- Koncert fletowy (1954)
- Koncert skrzypcowy (1959)
- Prolog (1959)
- II Orchesterkonzert (1962)
- Introduktion und Adagio na orkiestrę smyczkową (1965)
- Koncert na harfę i smyczki (1965)
- Koncert altówkowy (1967)
- Sonatina na orkiestrę smyczkową (1968)
- 2 koncerty na trąbkę i smyczki (1968, 1985)
- Koncert na wiolonczelę i smyczki (1969)
- Sinfonia da camera (1970)
- 2 koncerty organowe (1970, 1980)
- Koncert na trąbkę i dużą orkiestrę dętą (1971–1972)
- Koncert kameralny na altówkę i smyczki (1973)
- Musik (1977–1978)
- Sinfonia per Giovani (1979)
- Koncert na 2 klarnety i smyczki (1983)
- Lyrisches Konzert na wiolonczelę i orkiestrę (1984)
- Koncert na 4 rogi i orkiestrę (1984)
- Koncert na wiolonczelę, kontrabas i smyczki (1985)
- Cassation na smyczki (1987)
- Koncert saksofonowy (1992)

### Utwory kameralne
- Trio na skrzypce, wiolonczelę i fortepian (1944)
- Trio na flet, altówkę i harfę (1947)
- Kwintet na flet, obój, klarnet, róg i fagot (1956–1957)
- Sonata na skrzypce solo (1957)
- Sonata na wiolonczelę i harfę (1963)
- Trio na fortepian, skrzypce i wiolonczelę (1964)
- Sekstet na 2 klarnety, 2 rogi i 2 fagoty (1966)
- Kwartet na skrzypce, altówkę, wiolonczelę i kontrabas (1967)
- Kwintet na 2 trąbki, róg, puzon i tubę (1970)
- Sonata na trąbkę i organy (1971)
- Sonata na puzon (1971)
- Trio na flet, róg lub wiolonczelę i klawesyn lub fortepian (1973)
- Sonata na fagot (1974)
- Sonata na flet solo (1975)
- Sonata na puzon i organy (1977)
- Sonata na wiolonczelę i organy (1979)
- Sonata na 2 flety (1981)
- Sonata na wibrafon (1981)
- Sonata na wiolonczelę solo (1982)
- Mallet/Spiele na marimbę/wibrafon (1986)
- Sonata na gitarę (1986)
- Konzert 1994 na trąbkę, puzon i organy (1994)

### Utwory wokalno-instrumentalne
- 3 Lieder na sopran i orkiestrę (1942)
- Racine-Kantate na baryton, chór i orkiestrę (1949)
- Msza in E na sopran, alt, baryton, chór i orkiestrę (1953)
- Vom Abenteuer der Freude na chóry męski, żeński i mieszany oraz instrumenty (1960)
- Ostermesse na sopran, baryton, chór i orkiestrę (1962)
- Jiménez-Kantate na sopran, chór i orkiestrę (1962)
- Schiller-Kantate na głos, chór mieszany i orkiestrę (1968)
- Mistral-Kantate na sopran i orkiestrę (1969–1970)
- Moosburger Graduale na sola, chór i instrumenty (1971)
- Deutsche Messe na chór i organy (1973)
- Oswald von Wolkenstein na sopran, baryton, chór i orkiestrę (1975–1976)
- The Mystic Trumpeter na sopran lub tenora, trąbkę i smyczki (1978)
- Geistliche Kantate na sopran, chór męski, organy i perkusję (1979)
- Kantate 1981 nach engl. Barockgedichten na sopran, chór i orkiestrę (1981)

### Balety
- Kokua (1951)
- Der Zauberspiegel (1965)